# Medvetandefilosofi

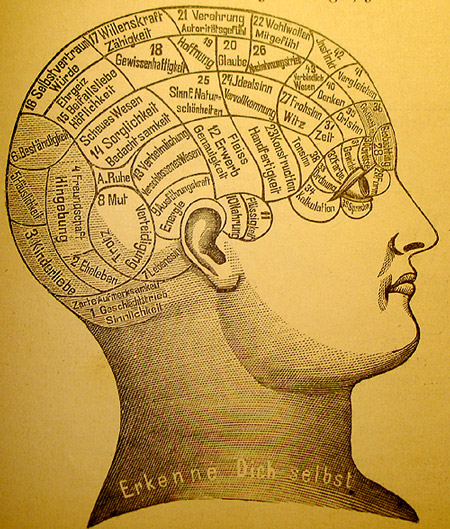
En frenologisk karta över hjärnan. Frenologin var ett av de första försöken att sätta mentala funktioner i relation till specifika delar av hjärnan.

Medvetandefilosofi är den gren av filosofin som studerar medvetandets natur, mentala processer, mentala funktioner, mentala egenskaper och deras relation till den fysiska kroppen. Kropp–själ-problemet, det vill säga förhållandet mellan medvetandet och kroppen, betraktas ofta som den mest centrala frågan inom medvetandefilosofin, även om det finns andra frågor rörande medvetandets natur som inte involverar dess relation till den fysiska kroppen.
Dualism och monism kallas de två huvudsakliga skolor som försöker lösa kropp–själ-problemet. Enligt dualismen är medvetande och kropp i någon kategorisk mening separata från varandra. Den kan spåras tillbaka till Platon och Aristoteles  samt sankhya- och yoga-skolorna inom hinduisk filosofi, men den formulerades mest precist av René Descartes under 1600-talet. Substansdualister hävdar att medvetandet är en självständigt existerande substans, medan egenskapsdualister menar att medvetandet är en grupp av självständiga egenskaper som emergerar från och inte kan reduceras till hjärnan, men som inte är en helt distinkt substans.
Monism kallas positionen som gör gällande att medvetande och kropp inte är två ontologiskt distinkta entiteter. Detta synsätt förespråkades först i västerländsk filosofi av Parmenides under 400-talet f.Kr. och accepterades senare av 1600-talsfilosofen och rationalisten Baruch Spinoza. Fysikalister argumenterar för att endast de entiteter som postuleras av fysiken existerar, och att medvetandet förr eller senare helt kommer att kunna förklaras i termer av de entiteter som fysisk teori ständigt upptäcker och utvecklar. Idealister hävdar att det enda som existerar är medvetande och att den yttre världen antingen är mental själv eller en illusion skapad av medvetandet. Neutrala monister menar att det finns någon annan, neutral substans, och att både materia och medvetande är egenskaper av denna okända substans. De vanligaste monistiska positionerna under 1800- och 1900-talet har varit varianter av fysikalism; dessa positioner innefattar behaviorism, identitetsteorin, anomal monism och funktionalism.
Många medvetandefilosofer har intagit antingen en reduktionistisk eller icke-reduktionistisk fysikalism och på olika sätt vidhållit att medvetandet inte är någonting separat från kroppen. Dessa tillvägagångssätt har varit inflytelserika i synnerhet inom naturvetenskaperna, särskilt inom sociobiologin, datavetenskapen, evolutionspsykologin och de olika neurovetenskaperna. Andra filosofer har emellertid antagit en icke-fysikalisk position som utmanar uppfattningen att medvetandet är en rent fysisk konstruktion. Reduktionistiska fysikalister menar att alla mentala tillstånd och egenskaper med tiden kommer att förklaras av vetenskapliga teorier om fysiologiska processer och tillstånd. Icke-reduktionistiska fysikalister hävdar att, även om medvetandet inte består av någonting mer än hjärnan, så kan inte den mentala vokabulären, det vill säga de ord som vi använder för att beskriva mentala tillstånd, reduceras till fysikens språk och ”låg-nivåförklaringar”. Neurovetenskapliga framsteg har hjälpt till att klargöra vissa av dessa frågor. De är dock långt ifrån lösta och nutida medvetandefilosofer fortsätter att fråga hur de mentala tillstånden och egenskapernas subjektiva kvalitéer och intentionalitet kan förklaras i naturalistiska termer.

## Kropp–själ-problemet
Kropp–själ-problemet rör förklaringen av förhållandet mellan medvetandet, eller mentala processer, och fysikaliska och biologiska kroppsliga tillstånd eller processer. Ett av filosofernas mål är att förklara hur ett icke-materiellt medvetande kan påverka en materiell kropp och vice versa.
Våra sinnliga erfarenheter beror på stimuli som ”träffar” våra olika sinnesorgan från den yttre världen och dessa stimuli tolkas och orsakar förändringar i våra mentala tillstånd.  En persons vilja att äta en pizza tenderar exempelvis att få den personen att röra sin kropp på ett speciellt sätt och i en speciell riktning för att få tillgång till det åtrådda objektet. Frågan är då hur det kan vara möjligt för medvetna erfarenheter att uppstå ur en klump grå materia bestående endast av elektrokemiska egenskaper. Ett närbeläget problem är hur man ska förklara hur någons ”propositionella attityder” (det vill säga trosuppfattningar och viljeattityder) kan få den personens neuroner att sätta igång och muskler att dra ihop sig på exakt rätt sätt. Dessa är en del av frågetecknen som kunskapsteoretiker och medvetandefilosofer har sysselsatt sig med sedan åtminstone René Descartes.

## Dualistiska lösningar på kropp–själ-problemet
Dualism är namnet på en rad synsätt om förhållandet mellan medvetande och materia. Den börjar med påståendet att mentala fenomen i någon mening är icke-fysiska. En av de tidigaste formuleringarna av kropp–själ-dualism uttrycktes i de österländska hinduiska filosofiska skolorna Sankhya och Yoga (runt 650 f.Kr.), som indelade världen i purusha (medvetande/ande) och prakrti (materiell substans). I synnerhet skolan Yoga Sutra av Patanjali presenterar ett analytiskt närmande till medvetandets natur.
I västerländsk filosofi återfinns de tidigaste diskussionerna av dualistiska idéer i Platons och Aristoteles skrifter. Båda dessa menade av olika anledningar att människans intelligens (en fakultet hos medvetandet eller själen) inte kan identifieras med, eller förklaras i termer av hennes kropp. Den mest välkända formen av dualism formulerades emellertid av René Descartes (1641), och hävdar att medvetandet är en icke-utsträckt, icke-fysisk substans. Descartes var den förste som på ett klart sätt identifierade det tänkande livet med medvetande och självmedvetande, och som skiljde detta från hjärnan, som var intelligensens säte. Han var därmed den första att formulera kropp–själ-problemet i den nuvarande formen.

### Argument för dualism
Det huvudsakliga argumentet för dualism är att det tycks passa bra med den stora majoriteten av icke-filosofiska personers vardagsintuitioner. Om man frågar genomsnittspersonen vad medvetande är, så svarar denne vanligtvis genom att identifiera det med sitt själv, sin personlighet, sin själ eller sin tankevärld i stort. Detta i motsats till att medvetandet endast skulle "vara" det fysiska organet hjärnan - en variant på idén om att det endast finns en ontologisk entitet .   Att tillvaron har en "inre" mental aspekt, skild från men samverkande med en "yttre",  direkt observerbar, rumslig fysikalisk aspekt upplevs ofta intuitivt och fenomenologiskt uppenbart.  
Ett annat viktigt argument för dualism är idén om att det mentala och det fysiska tycks ha sinsemellan annorlunda, och möjligtvis oförenliga, egenskaper. Mentala händelser har särskilda subjektiva kvalitéer som fysiska händelser saknar. Man kan till exempel rimligtvis fråga hur ett bränt finger känns, eller hur en blå himmel ser ut, eller hur ett fint musikstycke låter för en person. Men det är meningslöst, eller åtminstone konstigt, att fråga hur en tillströmning i upptagandet av glutaminsyra i hippocampus känns.
Medvetandefilosofer kallar de subjektiva aspekterna av mentala händelser för qualia. Det upplevs på något sätt att ha ont, att se en speciell nyans av blå, tänka en tanke och så vidare. Qualia är involverade i dessa mentala händelser, som tycks vara svåra att reducera till någonting fysiskt, även om de motsvaras av fysiologiska processer.

### Interaktionistisk dualism

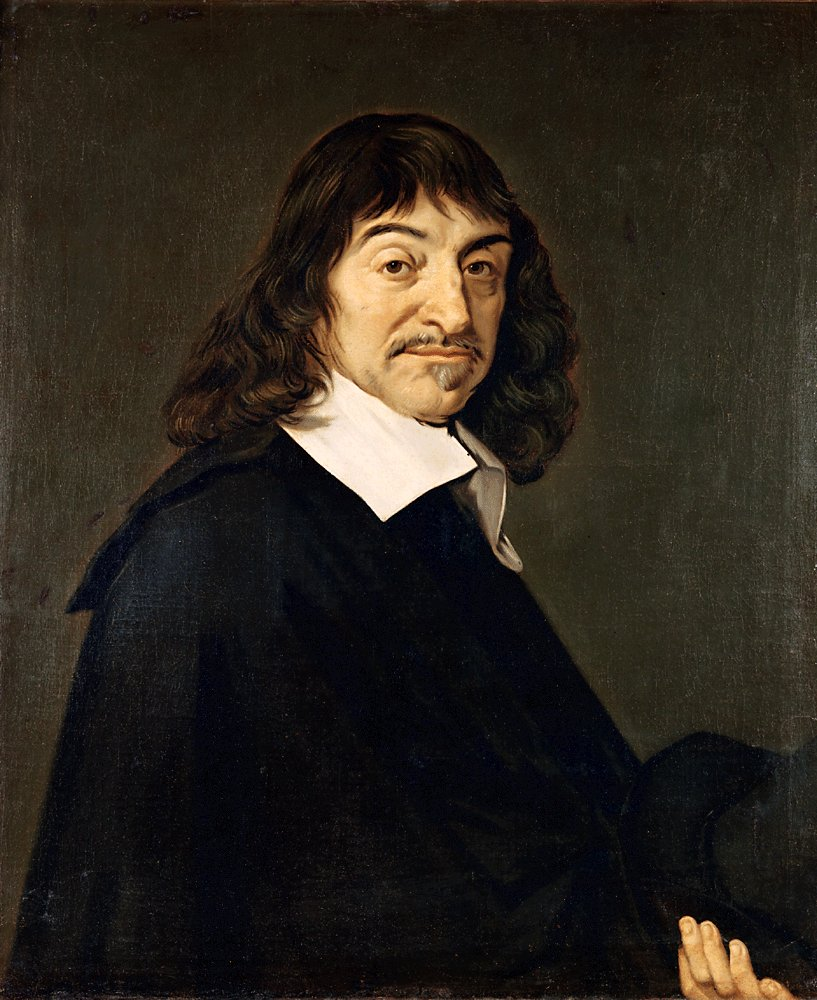
René Descartes, porträtterad av Frans Hals (1648)

Interaktionistisk dualism, eller helt enkelt interaktionism, är en särskild form av dualism som först förespråkades av Descartes i  Meditationer. Under 1900-talet har dess mest betydelsefulla försvarare varit Karl Popper och John Carew Eccles. Synsättet går ut på att mentala tillstånd, som trosföreställningar och viljeattityder, interagerar kausalt med fysiska tillstånd.
Descartes berömda argument för detta synsätt kan sammanfattas på följande vis: Andreas har en klar och tydlig föreställning om sitt medvetande som ett tänkande ting utan rumslig utsträckning (det kan alltså inte mätas i termer av längd, vikt, höjd och så vidare). Han har också en klar och tydlig föreställning om sin kropp som någonting rumsligt utsträckt, möjlig att kvantifiera och utan förmågan att tänka. Från detta följer att medvetandet och kroppen inte är identiska eftersom de har sinsemellan radikalt annorlunda egenskaper.
Samtidigt är det dock klart att Andreas mentala tillstånd (viljeattityder, trosföreställningar och så vidare) har kausala effekter på hans kropp och vice versa: Ett barn rör en het spis (fysisk händelse) vilket orsakar smärta (mental händelse) och får honom att skrika (fysisk händelse), vilket i sin tur skapar en känsla av rädsla och vilja att skydda hos barnets mor (mental händelse) och så vidare.
Descartes argument är på ett avgörande sätt beroende av premissen att det Andreas tror vara ”klara och tydliga” föreställningar verkligen är sanna. Många nutida filosofer tvivlar på detta. Joseph Agassi anser exempelvis att ett flertal vetenskapliga upptäckter gjorda sedan början av 1900-talet har undergrävt idén om att man har privilegierad åtkomst till sina egna idéer och föreställningar. Freud visade att en psykologiskt skolad observatör kan förstå en persons omedvetna motivationskrafter bättre än personen själv[källa behövs]. Duhem visade att en vetenskapsteoretiker kan känna till en persons upptäcktsmetod bättre än personen själv, medan Malinowski har visat att en antropolog kan känna till en persons vanor bättre än den själv gör. Han menar också att moderna psykologiska experiment som får människor att se saker som egentligen inte är där utgör en solid grund för att avvisa Descartes argument, eftersom vetenskapsmän kan beskriva en persons sinnesupplevelser bättre än personen själv.

### Andra former av dualism

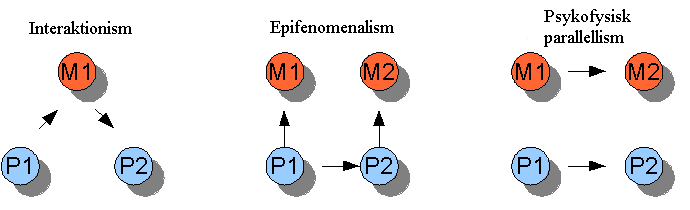
Tre varianter av dualism. Pilarna anger de kausala interaktionernas riktning. Egenskapsdualism visas inte.

1. Psykofysisk parallellism, eller helt enkelt parallellism, kallas synsättet som går ut på att medvetande och kropp inte påverkar varandra kausalt, eftersom de har distinkta ontologiska status. Istället, menar man, rör de sig i parallella banor (medvetandehändelser interagerar kausalt med andra medvetandehändelser och samma sak med fysiska händelser i hjärnan) och tycks endast påverka varandra.[29] Detta synsätt försvarades främst av Gottfried Leibniz. Trots att Leibniz var en ontologisk monist som trodde att det endast finns en form av substans i universum, monaden, och att allting är reducerbart till den, så menade han ändå att det fanns en viktig skillnad mellan det ”mentala” och det ”fysiska” i termer av kausalitet. Han hävdade att Gud har organiserat saker och ting i förväg så att medvetanden och kroppar befinner sig i perfekt harmoni med varandra. Denna syn är känd som doktrinen om ”förbestämd harmoni”.[30] Porträtt av Gottfried Wilhelm Leibniz av Bernhard Christoph Francke (runt 1700)

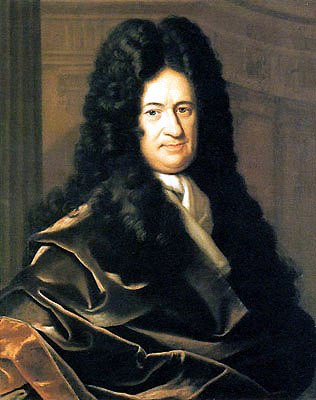
Porträtt av Gottfried Wilhelm Leibniz av Bernhard Christoph Francke (runt 1700)

2. Ockasionalism kallas teorin som förespråkades av Nicholas Malebranche och som går ut på att alla påstådda kausala relationer mellan fysiska händelser, eller mellan fysiska och mentala händelser, egentligen inte är kausala över huvud taget. Även om kropp och medvetande är olika substanser så är orsaker (mentala eller fysiska) relaterade till sina konsekvenser genom Guds ingripande vid varje enskilt tillfälle.[31]
3. Epifenomenalism är en doktrin som först formulerades av Thomas Henry Huxley.[32] Den består av synen att mentala fenomen är kausalt inaktiva. Fysiska händelser kan orsaka andra fysiska händelser och fysiska händelser kan orsaka mentala händelser, men mentala händelser kan inte orsaka någonting alls, eftersom de endast är kausalt inaktiva restprodukter (därav epifenomen) från den fysiska världen.[29] Detta synsätt har på senare tid allra starkast försvarats av Frank Jackson.[33]
4. Egenskapsdualism slår fast att när materia är ordnat på ett lämpligt sätt (det vill säga på det sätt som mänskliga kroppar är ordnade) så emergerar (uppstår) mentala egenskaper. Den är alltså en underkategori till emergent materialism.[7] Dessa emergenta egenskaper har en oberoende ontologisk status och kan inte reduceras till, eller förklaras i termer av, det fysiska substrat från vilka de emergerar. Denna position har förespråkats av David Chalmers och har genomgått något av en renässans under senare år.[34]

### Dualism i Bibeln
Bibeln för fram en tydligt dualistisk syn, där ande och kropp kan skiljas åt. Ett tydligt exempel på detta är Lukasevangeliets åttonde kapitel verserna 52–55: ”Alla grät och höll dödsklagan över henne. Men Jesus sade: ’Gråt inte! Hon är inte död, hon sover.’ Då skrattade de åt honom, de visste ju att hon hade dött. Men han tog hennes hand och sade högt: ’Flicka, stig upp!’ Då återvände hennes ande, och hon reste sig genast upp, och han sade till dem att ge henne något att äta.”

## Monistiska lösningar på kropp–själ-problemet

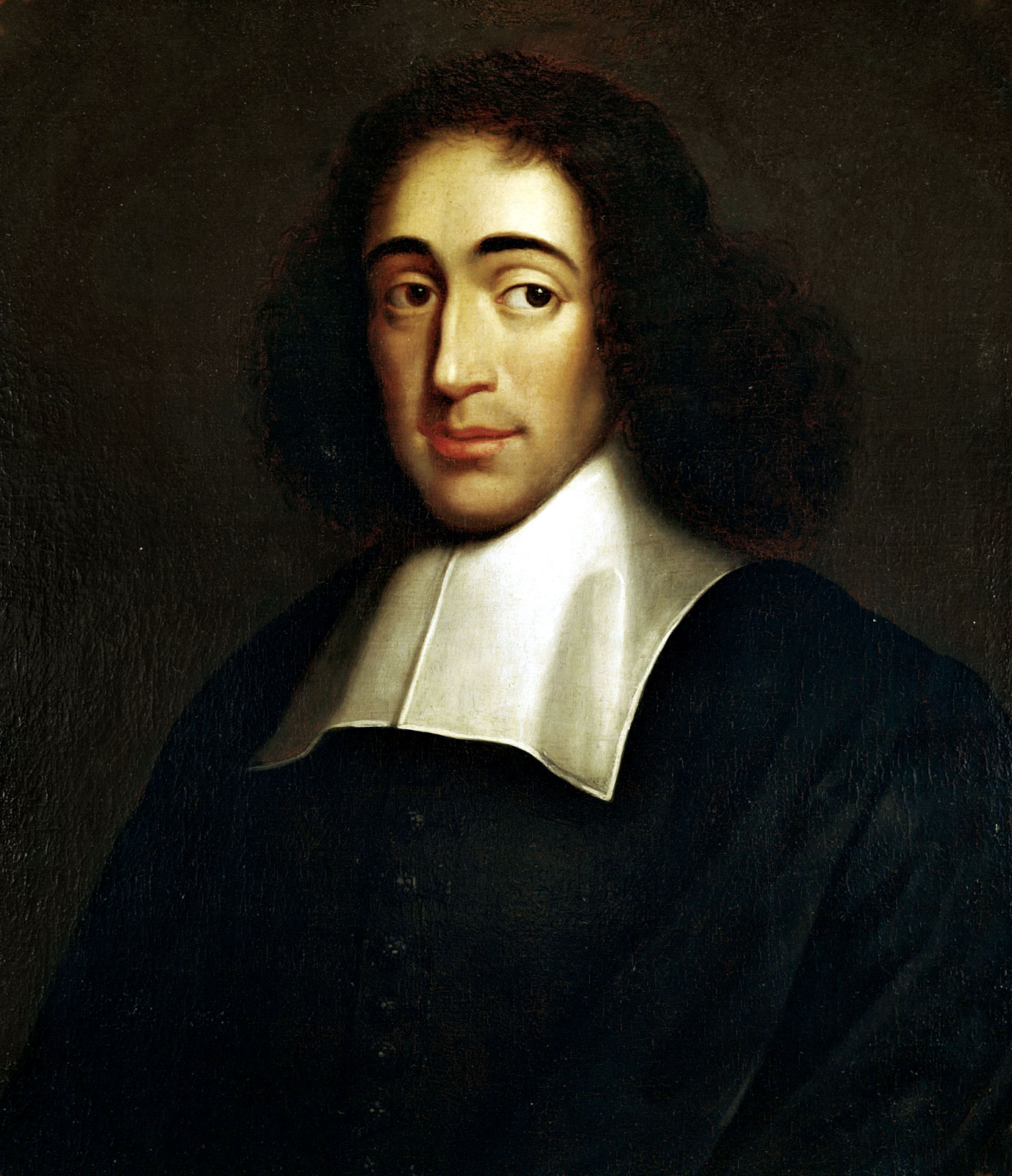
Baruch (de) Spinoza

I kontrast till dualism menar monism att det inte finns några fundamentala skillnader. Den vanligaste formen av monism i västerländsk filosofi idag är fysikalism. Fysikalistisk monism hävdar att den enda existerande substansen är fysisk, i någon mening av den termen, som ska klargöras av vår bästa vetenskap. En rad olika formuleringar (se nedan) är emellertid möjliga. En annan form av monism, idealism, slår fast att den enda existerande substansen är mental. Även om ren idealism, som den formulerades hos till exempel George Berkeley, idag är ovanlig i västerländsk filosofi, så har en mer sofistikerad variant vid namn panpsykism, enligt vilken mentala upplevelser och egenskaper finns vid grunden av fysiska upplevelser och egenskaper, förespråkats av filosofer som William Seager.
Fenomenalism kallas teorin om att representationer (eller sinnesdata) av externa objekt är det enda som existerar. Teorin förespråkades under en kort tid av Bertrand Russell (1918) och många av de logiska positivisterna under tidigt 1900-tal. En tredje möjlighet är att acceptera existensen av en grundläggande substans som är varken fysisk eller mental. Det mentala och det fysiska skulle då båda vara egenskaper av denna neutrala substans. En sådan position intogs av Baruch Spinoza och populariserades av Ernst Mach under 1800-talet. Denna neutrala monism, som den kallas, liknar egenskapsdualism. 

### Fysikalistisk monism

#### Behaviorism
Behaviorismen dominerade medvetandefilosofen under en stor del av 1900-talet, särskilt första halvan. Den utvecklades inom psykologin som en reaktion mot introspektionismens tillkortakommanden. Introspektionella redogörelser för ens eget mentala liv underkastas inte noggranna undersökningar, och kan inte användas för att formulera hjälpfulla generaliseringar. Utan generaliserbarhet och möjligheten till tredje-persons-undersökningar menar behavioristerna att psykologi inte kan vara vetenskapligt. Lösningen är därför att avlägsna idén om ett inre mentalt liv (och därmed ett ontologiskt oberoende medvetande) helt och hållet, och istället fokusera på beskrivningar av observerbart beteende.
Parallellt med denna utveckling inom psykologin utvecklades även en filosofisk behaviorism (ibland benämnd logisk behaviorism). Denna kännetecknas av sitt starka krav på verifikation (jämför verifikationsprincipen) som vanligtvis avvisar icke verifierbara påståenden om inre mentalt liv som meningslösa. För behavioristen är inte mentala tillstånd interna tillstånd som man kan betrakta genom introspektion. De är endast beskrivningar av beteende eller dispositioner till visst beteende, gjorda av tredje parter för att förklara och förutsäga andras beteende.
Filosofisk behaviorism, som exempelvis Wittgenstein försvarade, blev allt mindre populärt under den senare delen av 1900-talet, i samband med kognitivismens frammarsch. Kognitivister avvisar behaviorismen på grund av flera av dennas påstådda problem. Behaviorismen kan exempelvis sägas vara kontraintuitiv när den hävdar att man uttalar sig om beteende när man talar om en person som har huvudvärk.

#### Identitetsteorin
”Type physicalism”, ”type-identity theory” eller, på svenska, ”identitetsteorin”, utvecklades av John Smart och Ullin Place som en direkt reaktion mot behaviorismens misslyckande. Dessa filosofer menade att om mentala tillstånd är någonting materiellt, men inte är beteende, så bör mentala tillstånd antagligen identifieras med hjärnans interna tillstånd. I väldigt förenklade termer: Ett mentalt tillstånd M är ingenting annat än hjärntillståndet H. Det mentala tillståndet ”viljeattityd att dricka kaffe” betyder således ingenting annat än ”utlösandet av vissa neuroner i vissa delar av hjärnan”.

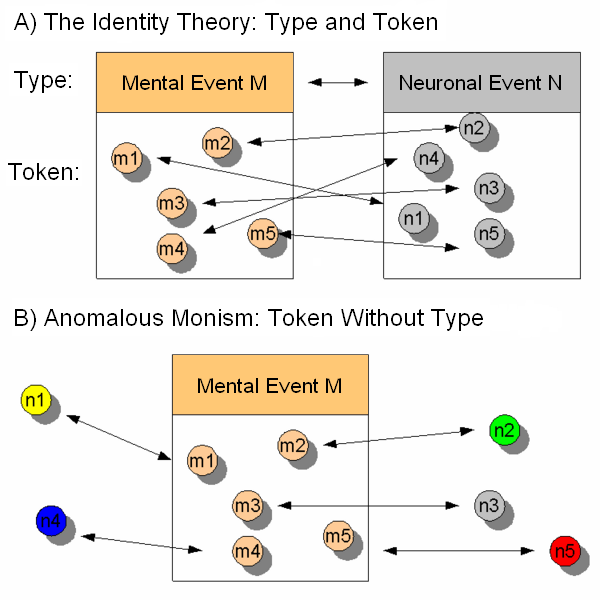
Kontrasten mellan den klassiska ”identity theory” och anomal monism. Enligt identitetsteorin korresponderar varje enskild token av ett mentalt tillstånd (som visas med hjälp av pilarna) med en fysisk token av ett enskilt fysiskt fall. Enligt den anomala monismen kan token–token-korrespondationerna falla utanför fall–fall-korrespondationerna. Resultatet är tokenidentitet.

Identitetsteorin har mött en stark utmaning från tesen om multipel realiserbarhet, som först formulerades av Hilary Putnam. Det är uppenbart att inte endast människor, utan många olika djurarter, till exempel kan uppleva smärta. Det verkar dock högst osannolikt att alla dessa olikartade organismer med samma smärterfarenheter befinner sig i samma identiska hjärntillstånd. Om det senare är fallet så kan inte smärta vara identiskt med ett specifikt hjärntillstånd. Identitetsteorin tycks alltså vara empiriskt ogrundad.
Å andra sidan följer det inte, även om man accepterar det ovanstående, att alla slags identitetsteorier måste överges. Enligt token-identitets-teorier så betyder inte det faktum att ett särskilt hjärntillstånd är kopplat till endast ett mentalt tillstånd att det existerar en absolut korrelation mellan typer av mentala tillstånd och typer av hjärntillstånd. Typ–token-distinktionen kan illustreras genom ett enkelt exempel: Serien ”grön, gul, grön, gul, grön” innehåller två typer av ord (nämligen grön och gul) men består av tre tokens (förekommelser) av ordet grön tillsammans med två tokens av ordet gul. Tanken med tokenidentitet är att endast partikulära förekommelser av mentala händelser är identiska med partikulära förekommelser eller tokens av fysiska händelser. Anomal monism (se nedan) och de flesta andra icke-reduktionistiska fysikalismer är tokenidentiska teorier. Det har kommit ett förnyat intresse för identitetsteorier idag, trots dessa problem. Detta beror främst på Jaegwon Kims inflytande.

#### Funktionalism
Funktionalismens formulerades av Hilary Putnam och Jerry Fodor som en reaktion mot identitetsteorins brister. Putnam och Fodor betraktade mentala tillstånd i termer av en beräkningsteori för medvetandet (”computational theory of mind”). Vid ungefär samma, eller en kort tid därefter, formulerade D.M. Armstrong och David Kellogg Lewis en version av funktionalismen som analyserar de mentala begreppen i psykologin i termer av funktionella roller. Wittgensteins teori om mening som användning ledde slutligen till en version av funktionalismen som en meningsteori, vilket vidareutvecklades av Wilfrid Sellars och Gilbert Harman. Psykofunktionalism är en teori som antogs av naturalistisk medvetandefilosofi och som kom att bli förknippad med Jerry Fodor och Zenon Pylyshyn.
Alla dessa varianter av funktionalism har som gemensam nämnare tesen att mentala tillstånd karaktäriseras av sina kausala relationer med andra mentala tillstånd och med sinnesdata (”input”, indata) och observerbart beteende (”output”, utdata). Med andra ord abstraherar funktionalismen bort detaljerna hos en fysisk motsvarighet till ett mentalt tillstånd genom att karaktärisera den i termer av icke-mentala funktionella egenskaper. En njure karaktäriseras till exempel vetenskapligt genom sin funktionella roll i att filtrera blodet och upprätthålla en viss kemisk balans. Från detta perspektiv spelar det egentligen ingen roll huruvida njuren består av organisk vävnad, plastiska nanorör eller kiselbaserade kretsar; det är rollen den spelar och dess förhållande till andra organ som definierar den som en njure.

#### Icke-reduktionistisk fysikalism
Många filosofer håller hårt på två grundläggande övertygelser gällande kropp–själ-förhållandet: (1) att fysikalismen är sann och att mentala tillstånd måste vara fysiska tillstånd, men (2) att alla reduktionistiska förslag är otillfredsställande; mentala tillstånd kan inte reduceras till beteende, hjärntillstånd eller funktionella tillstånd. Därför uppstår frågan om det ändå kan finnas en korrekt icke-reduktionistisk fysikalism. Donald Davidsons anomala monism är ett försök att formulera en sådan fysikalism.
En grundläggande idé, som alla icke-reduktionistiska fysikalismer har gemensamt är tesen om superveniens: mentala tillstånd supervenierar på fysiska tillstånd, men kan inte reduceras till dem. ”Superveniens” beskriver ett funktionellt beroende; det kan inte förekomma några förändrar i det mentala utan några förändringar i det fysiska.

### Emergentism
Emergentism är en form av icke-reduktionistisk fysikalism som involverar en natursyn med ”lager”, där de olika lagren är formade med en tilltagande komplexitet och där varje enskilt lager hör till sin egen speciella vetenskap. Vissa filosofer menar att emergenta (ungefär ”uppstående”) egenskaper interagerar kausalt med mer fundamentala nivåer, medan andra hävdar att egenskaper på höga nivåer helt enkelt supervenierar på lägre nivåer utan direkta kausala relationer. Den senare gruppen av filosofer har därför en snävare definition av emergentism, vilken kan beskrivas som följande: En egenskap E hos objektet O är emergent om det är metafysiskt möjligt för ett annat objekt att sakna egenskapen E även om det objektet består av delar med intrinsikala egenskaper som är identiska med de hos O och har dessa delar i en identisk ordning. AL Engleman hävdar i sin bok Expressions: A Philosophy of Mind att allting är medvetande och att endast medvetande därför emergerar som kausala agenter, eftersom det som emergerar är ett uttryck för de lägre nivåerna.
Ibland använder emergister exemplet med vatten som får en ny egenskap när väte H och syre O kombineras till att bilda H2O (vatten). I detta exempel emergerar (uppstår) en ny egenskap, transparent vatten, som inte kunde ha förutsetts genom att helt förstå vätets och syrets (som gas) natur. Moderna fysiker skulle emellertid hävda att de kan förutse uppkomsten av vatten ur dessa två ämnen, så exemplet är kanske inte det bästa. Men sådant tänks fallet vara med fysiska egenskaper som ger upphov till ett mentalt tillstånd. Emergentister försöker på detta sätt att lösa den ökända kropp–själ-problematiken. Ett av emergentismens problem är idén om en ”kausal nedstängning” i en värld som inte tillåter någon kausal interaktion mellan kropp och medvetande. Detta gäller dock inte för AL Englemans arbete (se ovan), som går ut på att kroppen med alla dess delar utgör medvetandet. Det finns ett visst stöd för detta i medicinska transplantationsfall, där transplantationsmottagaren har minnen från givarens erfarenheter.

### Eliminativ materialism
För materialister som inte anser att alla aspekter av våra vardagspsykologiska erfarenheter kan reduceras till kognitiv neurovetenskap, och som anser att icke-reduktionistisk materialism är felaktig, finns det en slutgiltig, mer radikal position att inta: eliminativ materialism.
Det finns flera varianter av eliminativ materialism, men alla har det gemensamt att de hävdar att våra vardagliga psykologiska erfarenheter på ett felaktigt sätt missrepresenterar vissa aspekter av vårt kognitiva liv. Eliminativister ser på ”folkpsykologin” som en falsifierbar teori, som med sannolikhet kommer att falsifieras av framtida kognitiv neurovetenskaplig forskning. De menar att, om bättre teorier om det mentala skulle utvecklas, så kan vi behöva förkasta vissa grundläggande vardagliga mentala uppfattningar som vi alltid har sett som självklara, såsom tro, medvetande, känsla, qualia eller propositionella attityder.
Eliminativister som Patricia och Paul Churchland hävdar att den icke-lingvistiska vektor/matris-modellen över neurala nätverk, eller konnektionism, kommer att visa sig vara en långt bättre förklaring av hjärnan än folkpsykologins syn på kognition som fundamentalt sats-liknande.
Paret Churchland hänvisar ofta till andra populära, felaktiga teoriers och ontologiska uppfattningars öde, under historiens gång. Klaudios Ptolemaios astronomi fungerade exempelvis som förklaring och hyfsad förutsägelse av planeternas rörelse under århundraden, men denna modell över solsystemet förkastades till förmån för den kopernikanska modellen. Paret Churchland tror att samma eliminativa öde väntar satsmodellen av medvetande enligt vilken tänkande och beteende är resultatet av manipulerandet av satsliknande tillstånd kallade ”propositionella attityder”.

## Lingvistisk kritik av kropp–själ-problemet
Alla försök att lösa kropp–själ-problemet möter allvarliga problem. Vissa filosofer har hävdat att detta beror på en underliggande begreppslig förvirring. Dessa filosofer, som Ludwig Wittgenstein och hans efterföljare i den lingvistisk-kritiska traditionen, avvisar därför problemet som illusoriskt. De hävdar att det är felaktigt att fråga hur mentala och biologiska tillstånd kan passa ihop. Det bör istället bara accepteras att mänsklig erfarenhet kan beskrivas på olika sätt, exempelvis med en mental och en biologisk vokabulär. Det uppstår illusoriska problem när man försöker beskriva en i den andras termer eller om den mentala vokabulären används i fel sammanhang. Detta gäller exempelvis för sökandet av mentala tillstånd i hjärnan. Hjärnan är helt enkelt fel sammanhang för användande av den mentala vokabulären, sökandet efter mentala tillstånd i hjärnan är därför ett ”kategori-misstag” eller ett slags felslut.
Idag har denna position antagits av tolkare av Wittgenstein, som Peter Hacker. Grundaren av funktionalismen, Hilary Putnam, har emellertid också antagit positionen att kropp–själ-problemet är ett illusoriskt problem som bör upplösas i Wittgensteins stil.

## Naturalismen och dess problem
Fysikalismens tes är att medvetandet är en del av den materiella (eller fysiska) världen. En sådan position får problem med att förklara hur medvetandet kan ha en del egenskaper som inga andra materiella ting tycks ha, till exempel att man inte kan uppleva någon annans inre värld, medan man gemensamt kan betrakta fysikaliska fenomen. Fysikalismen måste därför förklara hur det är möjligt att dessa egenskaper ändå kan emergera från ett materiellt ting. Projektet med att ge en sådan förklaring kallas ofta ”naturaliseringen av det mentala”. Vissa av detta projekts avgörande problem innefattar att förklara existensen av qualia och intentionalitetens natur.

### Qualia
Många mentala tillstånd kan antas ha egenskapen att subjektivt upplevas på många olika sätt av olika individer. Det mentala tillståndet smärtas karaktäristerik är exempelvis att det gör ont. Din upplevelse av smärta behöver inte vara identisk med min; vi har inga sätt att mäta hur ont någonting gör eller att beskriva exakt hur det känns. Filosofer och vetenskapsmän ställer sig frågan varifrån dessa upplevelser kommer. Ingenting tyder på att ett neuralt eller funktionellt tillstånd kan kopplas samman med en sådan upplevelse av smärta. Poängen formuleras ofta på följande vis: Existensen av cerebrala händelser, i och av sig själva, kan inte förklara varför de åtföljs av korresponderande kvalitativa upplevelser. Frågan om varför många cerebrala processer äger rum samtidigt med en upplevd aspekt i medvetandet tycks omöjlig att förklara.
Det verkar dock för många som att vetenskapen förr eller senare behöver förklara sådana upplevelser. Detta följer från de reduktionistiska förklaringarnas logik. Om jag försöker förklara ett fenomen redukionistiskt (till exempel vatten) behöver jag också förklara varför fenomenet har alla sina egenskaper (till exempel flytande och transparens). I fallet med mentala tillstånd betyder detta att det behövs en förklaring av varför de har egenskapen att upplevas på ett speciellt sätt.
Problemet med att förklara första personens introspektiva aspekter av mentala tillstånd, och medvetande i allmänhet, i termer av tredje personens kvantitativ neurovetenskap kallas för ”förklaringsgapet”. Det finns flera olika synsätt på detta gaps natur bland moderna medvetandefilosofer. David Chalmers och den tidiga Frank Jackson tolkar gapet som ontologiskt till sin natur, det vill säga att de menar att qualia aldrig kan förklaras av vetenskapen eftersom fysikalismen är falsk. Det finns två separata kategorier involverade och den ena kan inte reduceras till den andra. Ett alternativt synsätt förespråkas av filosofer som Thomas Nagel och Colin McGinn. Enligt dessa är gapet epistemologiskt till sin natur. För Nagel är vetenskapen ännu inte redo att förklara subjektiva erfarenheter, eftersom den ännu inte har nått den kunskapsnivå som krävs. Vi kan inte ens formulera problemet på ett koherent sätt. För McGinn är problemet emellertid biologins permanenta och grundläggande begränsningar. Vi kan inte lösa förklaringsgapet eftersom subjektiva upplevelser är kognitivt närliggande oss på samma sätt som kvantfysik är kognitivt närliggande elefanter. Andra filosofer avfärdar problemet som rent semantiskt.

### Intentionalitet

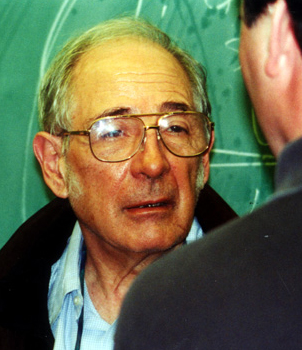
John Searle – en av de mest inflytelserika medvetandefilosoferna, förespråkare av biologisk naturalism (Berkeley 2002)

Intentionalitet är mentala tillstånds förmåga att vara riktade mot (om) någonting eller vara i förhållande till någonting i den externa världen. Denna egenskap hos mentala tillstånd innebär att de har ett innehåll och semantiska referenser och därför kan tillskrivas sanningsvärden. När man försöker reducera dessa tillstånd till naturliga processer uppstår ett problem: naturliga processer är inte sanna eller falska, de händer bara. Det skulle inte vara förståeligt att säga att en naturlig process är sann eller falsk. Men mentala idéer eller omdömen är sanna eller falska, så hur kan mentala tillstånd (idéer eller omdömen) vara naturliga processer? Möjligheten att tillskriva idéer ett semantiskt värde måste betyda att sådana idéer handlar om fakta. Idén att Herodotos var en historiker refererar till Herodotos och det faktum att han var en historiker. Om detta faktum stämmer så är idén sann, i annat fall är den falsk. Men varifrån kommer denna relation? I hjärnan finns endast elektrokemiska processer och dessa tycks inte ha någonting med Herodotos att göra.

## Medvetandefilosofi och vetenskap
Människor är fysiska varelser och är därför möjliga att undersöka och beskriva genom naturvetenskapen. Eftersom mentala processer inte är oberoende av kroppsliga processer så är naturvetenskapens beskrivning av människan viktig för medvetandefilosofin. Det finns en mängd vetenskapliga grenar som studerar processer som är relevanta i forskning om det mentala. Dessa innefattar exempelvis biologi, datavetenskap, kognitionsvetenskap, cybernetik, lingvistik, medicin, farmakologi och psykologi.

### Neurobiologi
Biologins teoretiska bakgrund är, i likhet med de flesta naturvetenskapliga grenar, grundläggande materialistisk. Man studerar främst fysiska processer, som anses vara den mentala aktivitetens och beteendets grund. Biologins framåtskridande i förklaringar av mentala fenomen kan ses i avsaknaden av några som helst empiriska tillbakavisanden av dess fundamentala förutsättning: ”Det kan inte förekomma några förändringar hos en persons mentala tillstånd utan en förändring i hjärntillstånd.”

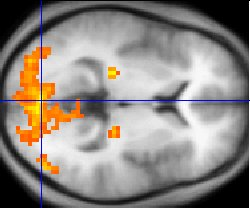
Sedan 1980-talet har sofistikerade neuroradiologiska tekniker, såsom funktionell magnetresonanstomografi (ovan), gett oss ökad kunskap om hjärnans mekanismer, vilket kastar ljus över gamla filosofiska problem.

Inom neurobiologin finns många underdiscipliner som innefattar studier av förhållandet mellan mentala och fysiska tillstånd och processer: Sinnesrelaterad neurofysiologi undersöker förhållandet mellan processerna bakom perception och stimulation. Kognitiv neurovetenskap studerar korrelationen mellan mentala processer och neurala processer. Neuropsykologin beskriver de mentala fakulteternas beroende av specifika anatomiska delar av hjärnan. Och evolutionsbiologi studerar slutligen det mänskliga nervsystemets ursprung och utveckling, och beskriver även den ontogenetiska och fylogenetiska utvecklingen av mentala fenomen, från deras mest primitiva stadier.
Neurovetenskapernas metodologiska genombrott, i synnerhet introducerandet av högteknologiska neuroradiologiska procedurer, har lett till att vetenskapsmän utvecklar allt mer ambitiösa forskningsprogram; ett av huvudmålen är att beskriva och förstå de neurala processer som korresponderar med mentala funktioner (se neural korrelation). Ett flertal forskargrupper har inspirerats av dessa framsteg. Nya angreppssätt testas av Steven Ericsson-Zenith vid Institute for Advanced Science & Engineering, där de föreslår en ny mekanik för apparater som kallas maskiner som erfar, som är utvecklade för att kunna mottaga förmågan att känna och de grundläggande egenskaperna som krävs för rörlighet och igenkänning. Jeff Hawkins har grundat Redwood Center for Theoretical Neuroscience vid Berkeley, där man undersöker biomimetiken för igenkänningsalgoritmer.

### Datavetenskap
Datavetenskap studerar automatisk behandling av information (eller åtminstone med fysiska symbolsystem till vilka information ges) genom datorer. Dataprogrammerare har från början kunnat utveckla program som gör det möjligt för datorer att utföra uppgifter som organiska varelser behöver ett medvetande för att klara av. Ett enkelt exempel är multiplikation. Det är dock helt klart att datorer inte behöver medvetande för att kunna multiplicera. Skulle de en dag kunna komma att få det som vi kallar medvetande? Denna fråga har diskuterats intensivt inom filosofin efter viktiga upptäckter inom artificiell intelligens.
Inom artificiell intelligens (AI) skiljer man vanligtvis mellan ett relativt anspråkslöst forskningsprogram och ett mer ambitiöst; denna distinktion gjordes först av John Searle då den fick namnet ”weak AI and strong AI” (svag AI och stark AI). Den svaga AI:ns enda mål är enligt Searle att simulera mentala tillstånd, utan några försök att göra datorer medvetna eller liknande. Den starka AI:ns mål är å andra sidan att utveckla en dator med ett medvetande som liknar människors. Projektet med stark AI härrör från datapionjären Alan Turing. Han formulerade det berömda Turingtestet som ett svar på frågan om datorer kan tänka. Turing ansåg att en dator med rätta kunde sägas ”tänka” om den placerades i ett rum bredvid ett annat rum, som innehöll en människa, och båda fick svara på en rad frågor, och datorns svar inte skulle gå att skilja från människans. Turings syn på maskinell intelligens kan sägas ha följt den behavioristiska medvetandemodellen som säger att intelligens är att göra som intelligens gör. Turingtestet har kritiserats från olika håll, varav den mest välkända kritiken är tankeexperimentet om det kinesiska rummet som formulerades av Searle.
Frågan om datorers eller robotars möjliga känslighet (qualia) är fortfarande öppen. Vissa dataforskare anser att AI fortfarande kan skänka bidrag till frågan om kropp–själ-problemet. De menar att det är möjligt att teorier någon dag kan upptäckas som hjälper oss att förstå den ömsesidiga påverkan mellan det mänskliga medvetandet och hjärnan (wetware), baserat på den ömsesidiga påverkan som finns mellan mjuk- och hårdvara i datorer.

### Psykologi
Psykologi är den vetenskap som direkt undersöker mentala tillstånd. Den använder allmänna empiriska metoder för att undersöka konkreta mentala tillstånd som lycka, rädsla och tvångssyndrom. Psykologin undersöker lagarna som reglerar dessa mentala tillstånds förhållande till varandra och med den mänskliga organismens inputs och outputs.
Ett exempel på detta är perceptionspsykologi. Forskare inom detta område har upptäckt generella principer hos formperception. En av dess lagar säger att objekt som rör sig i samma riktning upplevs som relaterade till varandra. Lagen beskriver relationen mellan visuell input och mentala perceptuella tillstånd. Den säger emellertid ingenting om de perceptuella tillståndens natur. De lagar som upptäcks av psykologin är förenliga med alla olika svar på kropp–själ-problemet.

## Medvetandefilosofi i den kontinentala traditionen
Mycket av diskussionen i den här artikeln har fokuserat på den dominerande ”filosofiskolan” (eller ”stilen”) i modern västerländsk kultur, som vanligtvis kallas analytisk filosofi (ibland kallad anglo-amerikansk filosofi). Det finns dock andra skolor, som ofta samlas under den breda kategorin kontinental filosofi. De olika skolorna som samlas under denna etikett (till exempel fenomenologi och existentialism) tenderar att skilja sig från den analytiska skolan på så sätt att de fokuserar mindre på språklig och logisk analys och mer på att direkt förstå mänsklig existens och erfarenhet. Detta tenderar att, i synnerhet inom diskussionen om medvetande, visa sig i försök att förstå tänkandets begrepp och perceptuella upplevelser på ett direkt sätt, som inte involverar en analys av lingvistiska former.
I Georg Wilhelm Friedrich Hegels Medvetandets fenomenologi diskuterar han tre olika former av medvetande: det subjektiva medvetandet, individens medvetande; det objektiva medvetandet, samhällets och statens medvetande; och det absoluta medvetandet, en förening av alla begrepp. Se även Hegels Medvetandets filosofi från hans Encyklopedi.
I modern tid har två huvudsakliga skolor utvecklats som svar eller opposition till den hegelianska traditionen: fenomenologin och existentialismen. Fenomenologin, som grundades av Edmund Husserl, fokuserar på det mänskliga medvetandets innehåll (se noema) och hur fenomenologiska processer formar vår erfarenhet. Existentialismen, en tankeskola som grundades med Søren Kierkegaard och Friedrich Nietzsches verk, fokuserar på innehållet i våra erfarenheter och hur medvetande hanterar sådana erfarenheter.
Ett viktigt, om än relativt okänt, exempel på en medvetandefilosof och kognitionsvetare som försöker förena de båda traditionerna är Ron McClamrock. McClamrock menar, med idéer från Herbert Simon och existentiella fenomenologer som Maurice Merleau-Ponty och Martin Heidegger, att människans situation med att vara-i-världen (”Dasein”, ”In-der-Welt-sein”) gör det omöjligt för henne att förstå sig själv genom att abstrahera sig från den och undersöka den som om den vore ett separat experimentobjekt som han själv inte var en del av.

## Medvetandefilosofins konsekvenser
Det finns oräkneligt många ämnesområden som påverkas av de idéer som utvecklas inom medvetandefilosofin. Tydliga exempel på detta är dödens, känslans, perceptioners och minnets natur. Frågor om vad en person är och vad hans eller hennes personliga identitet består i ligger också nära medvetandefilosofin. Två områden har, i samband med medvetandefilosofin, väckt särskild uppmärksamhet: fri vilja och självet.

### Fri vilja
Problemet med fri vilja får förnyad intensitet i ett medvetandefilosofiskt sammanhang. Detta gäller helt säkert åtminstone för materialistiska determinister. Enligt dessa bestämmer naturlagar helt och hållet innehållet i den materiella världen. Mentala tillstånd, och därmed även viljan, är materiella tillstånd, vilket betyder att mänskligt beteende och mänskliga val helt bestäms av naturlagar. Vissa drar resonemanget ytterligare ett steg: Människor kan inte själva bestämma vad de vill och vad de gör. De är därmed inte fria.

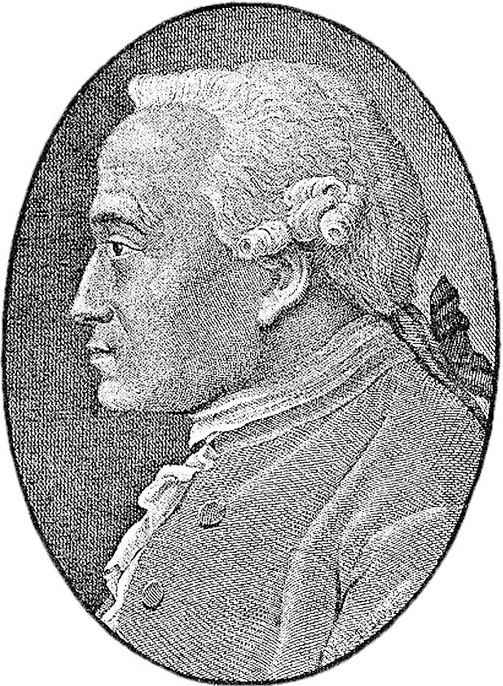
Immanuel Kant avvisade kompatibilism.

Detta resonemang förkastas av kompatibilister. De som antar denna position menar att frågan ”Är vi fria?” endast kan besvaras efter att vi har rett ut vad ”fri” egentligen betyder. Motsatsen till ”fri” är inte ”orsakad” utan ”tvingad” eller ”nödsakad”. Det är olämpligt att identifiera frihet med indetermination. En fri handling är en handling som utförs av en agent som skulle ha kunnat handla annorlunda om personen så hade valt. Enligt detta synsätt kan en person vara fri även om determinismen är sann. Den viktigaste kompatibilisten i filosofins historia var David Hume. Denna position har under modern tid försvarats av exempelvis Daniel Dennett, och, från ett dubbel-aspekts-perspektiv, av Max Velmans.
Det finns å andra sidan även många inkompatibilister som avvisar detta resonemang eftersom de anser att viljan måste vara fri i en starkare betydelse för att kallas fri. Ståndpunkten att den faktiskt är detta kallas metafysisk libertarianism. Libertarianer påstår att världens gång inte helt bestäms av naturlagar; åtminstone inte viljan, vilket innebär att den är potentiellt fri. Den mest framstående inkompatibilisten i filosofins historia var Immanuel Kant. Inkompatibilisternas kritiker anklagar dem för ett inkoherent frihetsbegrepp. De argumenterar på följande sätt: Om vår vilja inte är bestämd av någonting, så vill vi vad vi vill av ren slump. Och om vår vilja är helt slumpmässig så är vi inte fria. Så om vår vilja inte determineras av någonting är vi ofria.

### Jaget
Medvetandefilosofin har även viktiga konsekvenser för uppfattningen om jaget. Om jag med ”jag” refererar till en essentiell, oföränderlig kärna av en person skulle de flesta moderna medvetandefilosofer hävda att någonting sådant inte existerar. Idén om ett jag som en oföränderlig essentiell kärna härstammar från idén om en immateriell själ. En sådan idé är oacceptabel för de flesta av dagens filosofer, på grund av deras fysikalistiska trosuppfattningar, och på grund av den allmänna acceptansen av David Humes skeptiska kritik av konceptet ”själv”. Vissa menar dock att idén om en essentiell, icke-konstant, materiell, kärna är rimlig i ljuset av empiriska resultat från utvecklingspsykologin, utvecklingsbiologin och neurovetenskapen. De ser denna som ett integrerat representationellt system som är distribuerat över förändrande mönster av synaptiska förbindelser. Synen på jaget som en illusion är allmänt accepterat av de flesta av dagens filosofer, som till exempel Daniel Dennett och Thomas Metzinger.